# Віслінка (гміна Прущ-Ґданський)
Віслінка (пол. Wiślinka, нім. Wesselinken) — село в Польщі, у гміні Прущ-Гданський Ґданського повіту Поморського воєводства.
Населення — 1207 осіб (2011).

## Демографія
Демографічна структура станом на 31 березня 2011 року:
|          | Загалом | Допрацездатний вік | Працездатний вік | Постпрацездатний вік |
| -------- | ------- | ------------------ | ---------------- | -------------------- |
| Чоловіки | 605     | 143                | 415              | 47                   |
| Жінки    | 602     | 132                | 375              | 95                   |
| Разом    | 1207    | 275                | 790              | 142                  |